# Карл Колдевей
Карл Кристиан Колдевей (на немски: Carl Christian Koldewey) е германски арктически изследовател.

## Биография

### Образование (1837 – 1867)
Роден е на 26 октомври 1837 година в градчето Бюкен Хоя, Графство Хоя, в семейство на търговец. След завършване на гимназиалното си образование през 1853 година, се записва като моряк. През 1859 година постъпва в морското училище в Бремен, което временно прекъсва, за да продължи през 1861 година. През 1866 – 1867 година учи математика, физика и астрономия в университетите в Хановер и Гьотинген.

### Експедиции (1868 – 1870)

#### Първа експедиция (1868)
През 1868 година провежда първата от двете си полярни експедиции в Арктика на кораба „Гренландия“, като в района на Шпицберген достига до 81º 05` с.ш.

#### Втора експедиция (1869 – 1870)
През 1869 – 1870 година на парната яхта „Германия“ (80 т) провежда втората си експедиция като изследва източното крайбрежие на Гренландия между 73º и 77º с.ш. Експедицията е изключително с научна цел. В нея участват няколко учени с различни специалности – астрономия, физика, зоология, ботаника, геология, медицина, в т.ч. Юлиус Пайер.
Отплава от Бремерхафен на 15 юни 1869 година. В средата на септември 1869 година, на северозапад от остров Сабин, на 74°50′ с. ш. 20°16′ з. д. / 74.833333° с. ш. 20.266667° з. д., заедно с Пайер, открива остров Кун и протока Арденкейпъл, отделящ го на запад от Гренландия, а малко по-на север част от брега, който нарича Земя Пайер. През март и април 1870 г. отново двамата заедно достигат до нос Бисмарк (76°41′ с. ш. 18°32′ з. д. / 76.683333° с. ш. 18.533333° з. д.), като по пътя откриват дългия и тесен остров Голям Колдевей (76°23′ с. ш. 18°50′ з. д. / 76.383333° с. ш. 18.833333° з. д.), заграждащ от изток осеяния с малки острови залив Дов (76°30′ с. ш. 20°20′ з. д. / 76.5° с. ш. 20.333333° з. д.). Изследваното от тях крайбрежие между 75 – 76º с.ш. наричат Земя Кайзер Вилхелм. В края на юли 1870 година, „Германия“ се освобождава от ледовете и поема на север, но скоро яхтата е принудена да завие на юг поради непроходимите ледове и на 8 август, на 73°30′ с. ш. 24°12′ з. д. / 73.5° с. ш. 24.2° з. д., експедицията открива Франц Йосиф фиорд.

### Следващи години (1870 – 1908)
След приключването на полевата си дейност Колдевей се отдава на писателска дейност и участие в научни семинари и конференции. От 1871 година работи в германската военноморска обсерватория в Хамбург. През 1905 година излиза в пенсия и умира три години по-късно на 17 май 1908 година в Хамбург на 70-годишна възраст.

## Памет
Неговото име носят:
- остров Голям Колдевей (76°23′ с. ш. 18°50′ з. д. / 76.383333° с. ш. 18.833333° з. д.), в близост до източното крайбрежие на Гренландия;
- остров Колдевей (80°08′ с. ш. 59°09′ и. д. / 80.133333° с. ш. 59.15° и. д.), в архипелага Земя на Франц Йосиф;
- нос Колдевей (79°06′ с. ш. 75°52′ з. д. / 79.1° с. ш. 75.866667° з. д.), на източния бряг на остров Елсмиър в Канадския арктичен архипелаг.